# Desastres em 2014
Esta página lista os fatos e referências dos desastres que aconteceram durante o ano de 2014.

## Março
- 8 de março - O voo MH370 da Malaysia Airlines, levando 227 passageiros e 12 tripulantes, desapareceu dos radares após aproximadamente uma hora de voo enquanto sobrevoava o Golfo da Tailândia, no Mar da China.[1][2]

## Abril
- 1 de abril - Terremoto de Magnitude 8,2 atinge o Chile deixando 6 pessoas mortas.[3]
- 12 de abril - Começo do incêndio de Valparaíso, considerado o maior sinistro na história da cidade com quinze pessoas mortas, mais de 2 900 moradias destruídas e mais de 12 500 danificadas.[4]
- 14 de abril - Grupo radical islâmico sequestra mais de 200 meninas na Nigéria gerando indignação internacional.[5]

## Maio
- 15 de maio - Explosão em mina de carvão na Turquia mata mais de 250 pessoas.[6]

## Julho
- 17 de julho - O vôo MH17, um Boeing 777-200ER caiu perto de Grabove, no oblast de Donetsk, no leste da Ucrânia, a 40 km da fronteira com a Rússia, transportando 283 passageiros e 15 tripulantes de vários países.[7]
- 24 de julho - O vôo AH5017 da companhia aérea Air Algérie, que cumpria rota Burkina Faso - Argel, em virtude de problemas meteorológicos cai em Mali, deixando 118 mortos, em sua maioria, 50 franceses.

## Setembro
- 3 de setembro - O grupo musical feminino sul-coreano de K-pop Ladies' Code se envolveu em um acidente de carro. A integrante sul-coreana Go Eun-bi morreu na hora. Kwon Ri-se, japonesa com ascendência sul-coreana, morreu em 7 de setembro.[8][9]
- 22 de setembro - EUA iniciam bombardeios contra Estado Islâmico na Síria.[10]
- 26 de setembro - 43 estudantes universitários desapareceram no México, iniciam protestos em todo o país em busca de justiça e solução para o caso.[11]

## Outubro
- 28 de outubro - O foguete Antares (não tripulado), explode logo após sua decolagem no MARS, não houve feridos.[12]

## Dezembro
- 15 de dezembro - Sequestro de 16 horas em um café da Lindt de Sydney, na Austrália, deixa sequestrador e dois reféns mortos e 6 feridos. O agressor seria o iraniano clérigo muçulmano Man Haron Monis.[13]
- 16 de dezembro - Um ataque do grupo terrorista Taleban deixa um massacre em escola militar de Peshawar, no Paquistão. Matando mais de 140 pessoas, em sua maioria crianças.[14]
- 24 de dezembro - Estado Islâmico abate o primeiro caça da coalizão organizada pelos Estados Unidos. Piloto jordaniano de 26 anos foi capturado com vida.[15]
- 28 de dezembro - Vôo QZ-8501 da companhia aérea AirAsia cai no Estreito de Karimata, matando todos os 162 ocupantes.[16]